# أسامة عمار (لاعب كرة قدم)
أسامة عمار هو لاعب كرة قدم فرنسي في مركز الهجوم، ولد في 23 أغسطس 2003 يلعب في نادي النهضة العماني.

## وصلات خارجية
- أسامة عمار (لاعب كرة قدم) على موقع قاعدة بيانات كرة القدم.إي يو (الإنجليزية)
- أسامة عمار (لاعب كرة قدم) على موقع Soccerway.com (الإنجليزية)